# 真泉寺
真泉寺位于中国辽宁省大连市高新园区龙头镇太皇山西沟。寺院建于唐代，因有一山泉，常年不息，故得名“真泉寺”，曾经是辽南八大寺院之一。曾两度被毁，最近一次是在日俄战争时期。2012年前，当地村民在原址垒砌一个简陋的小房子，供奉佛像，因此被称为“最小的寺庙”。